# 鳥橋まい
鳥橋 まい（とりはし まい）は、日本の少女漫画家。「ちゃおDX」（小学館）にて執筆中。
2006年、「ちゃおDX」初夏号に掲載された『オオカミとカタリヒメ』でデビューした。

## 作品一覧
- オオカミとカタリヒメ（2006年ちゃおDX初夏号）
- オヒサマのカケラ（2006年ちゃおDX夏号）
- マイ・スイート・ラッキーデビル（2007年ちゃおDX春の大増刊号）
- ドルチェ☆ヴィータな恋（2007年ちゃおDX夏の大増刊号）